# Zapasy z aligatorami

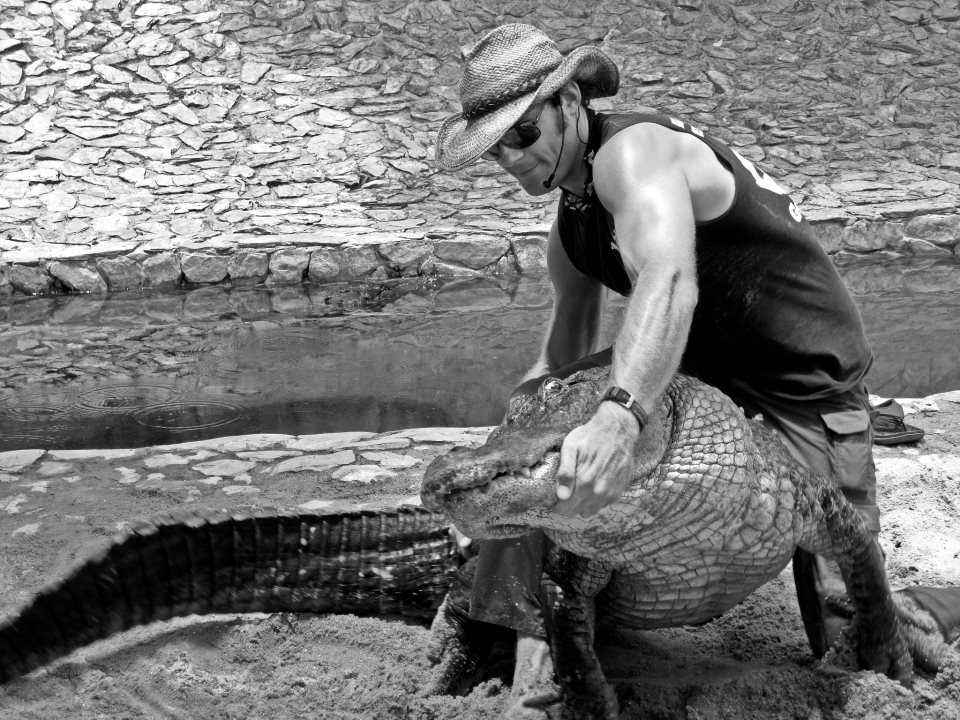
Chris Gillette walczy z aligatorem amerykańskim w Everglades Holiday Park, Ft. Lauderdale na Florydzie

Zapasy z aligatorami – atrakcja, a później również sport, zapoczątkowana wyprawami myśliwskimi rdzennych Amerykanów.

## Rdzenni Amerykanie
Rdzenni mieszkańcy południowego wschodu Ameryki Północnej polowali na aligatory w celu zdobycia pokarmu przez tysiące lat. Na początku XX wieku pokazywanie tych zwierząt jako przydrożnej atrakcji turystycznej dawało aborygenom amerykańskim dochód. Długo przed przybyciem pierwszych Europejczyków na Florydę i Everglades walczono z aligatorami. Dla członków plemion Seminole i Miccosukee nauka postępowania z krokodylami była częścią ich istnienia.

Musieliśmy żyć, jak Matka Natura przewidziała, w Everglades ... Zjadaliśmy ogon, mięsistą część. Później, gdy skóra aligatora stała się wartościowa, polowaliśmy na aligatory i zabieraliśmy z nich skórę dla celów handlowych, handlowaliśmy nimi za rzeczy, których nie mogliśmy uprawiać

## Obecnie
Aligator amerykański stał się w kulturze popularnej znanym symbolem Florydy i częścią jej kultury, od atrakcji turystycznej i zapasów z aligatorami do kart pocztowych i maskotek zespołów sportowych. Farma krokodyli St. Augustine Alligator Farm należy do najwcześniejszych tematycznych atrakcji turystycznych, biznes rozpoczęto w 1893. Można tam obejrzeć zapasy z krokodylami pośród innych atrakcji dla turystów, jak hipnotyzowanie aligatora.